# گرفتون رگیس
گرفتون رگیس (به انگلیسی: Grafton Regis) یک روستا و محله مدنی در بریتانیا است که در ساوت نورث‌همپتون‌شر واقع شده‌است. گرفتون رگیس ۱۵۲ نفر جمعیت دارد.